# South San Gabriel (Kalifornija)
South San Gabriel je naseljeno područje za statističke svrhe u američkoj saveznoj državi Kalifornija. Prema popisu stanovništva iz 2010. u njemu je živjelo 8.070 stanovnika.